# 6928 Lanna
6928 Lanna eller 1994 TM3 är en asteroid i huvudbältet som upptäcktes den 11 oktober 1994 av den tjeckiska astronomen Miloš Tichý vid Kleť-observatoriet. Den är uppkallad efter tjecken Vojtěch Lanna.
Asteroiden har en diameter på ungefär 7 kilometer.